# フォルミニャーナ
フォルミニャーナ（イタリア語: Formignana）は、イタリア共和国エミリア＝ロマーニャ州フェラーラ県に存在した、人口約2,700人の基礎自治体（コムーネ）。
2019年1月1日にトレジガッロと合併してトレジニャーナの一部となった。

## 地理

### 位置・広がり・地勢

#### 隣接コムーネ
コムーネとしてのフォルミニャーナは、以下のコムーネと隣接していた。
- コッパーロ
- フェッラーラ
- ヨランダ・ディ・サヴォーイア
- トレジガッロ